# 飯塚実 (大野剣友会)
飯塚 実（いいづか みのる）は俳優、スーツアクター、殺陣師。過去、大野剣友会に所属していた。

## 人物・来歴
かつて、殺陣グループ・大内剣友会に所属していたが、先輩の大野幸太郎が1964年に大内剣友会を退会し「大野剣友会」を結成した際、行動をともにした。大野剣友会では最古参メンバーである。

## 出演作品
- 仮面ライダーシリーズ（MBS）
  - 仮面ライダー（1971 - 1973年）ピラザウルス（第16・17話）[1]、プロレスの観客（第16話）、仮面ライダー旧2号（代役）、ショッカー幹部連絡員（第34話）ほか
  - 仮面ライダーV3（1973 - 1974年）
  - 仮面ライダーX（1974年）
  - 仮面ライダーアマゾン（1974 - 1975年）
- 好き! すき!! 魔女先生（1971 - 1972年、ABC）
- 超人バロム・1（1972年、YTV）ミノ笠の男 / ミノゲルゲ（第15話）
- 変身忍者 嵐（1972 - 1973年、MBS）
- 秘密戦隊ゴレンジャー（1975 - 1976年、NET）

ほか多数